# Tűzlándzsa

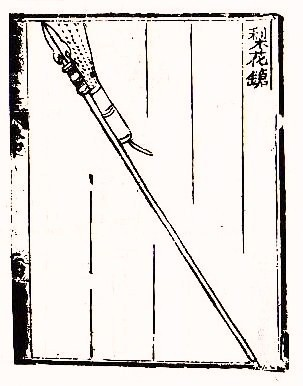
Tűzlándzsa rajza egy kínai könyvben; Huolongjing (Tűzfegyverek képes kézikönyve, Kína, 14. század).

A tűzlándzsa, kínaiul huo csiang (火槍, huǒ qiāng) egy nagyon korai, lőporral működő eszköz, amit a 10. században Kínában a Csin–Szung háborúk idején használtak először lőfegyverként. Az első tűzlándzsák olyan hajítófegyverek, amelyeknél egy kínai lándzsára (csiang (qiang)) egy lőporral és lövedékekkel (apró kövekkel, kagylókkal) töltött bambuszcsövet erősítettek. Az addig többnyire tűzijáték-készítésre használt lőporral töltött bambuszcsöveknek a lándzsára szerelésével legelső bevetéseikkor csak lélektani hatást értek el, súlyosabb sérüléseket még nem okoztak. Kezdetben kiegészítő fegyverként használták legtöbbször, a támadás indításakor, vagy a közelharc kezdetekor az ellenség soraiban rémületet keltett a tüzet, apró, csípős lövedékeket és füstöt okádó fegyver; a zavarodottság kihasználásával megszerezhették a kezdeti előnyt rögtön a csata elején, aztán a lándzsával – mint fő fegyverrel – folytathatták a küzdelmet a katonák.
A puskapor fejlesztésével a robbanás ereje is megnőtt, ezzel a betöltött kőtörmelék, porcelándarabok vagy fémdarabok sebessége és átütőereje is nagyobb lett, az okozott sérülések is komolyabbak lettek; a lőpor és a lövedékek összetételének és keverékének változtatásával különböző hatásokat értek el (egyes feljegyzések szerint görögtüzet is használtak benne), ezeket a változatokat az újkori lángszórók és sörétes puskák őseinek tekinthetjük, de a hatótávolságuk nagyon rövid még ekkor (3 méter vagy kevesebb) és csak egy, esetleg két lövést tudtak leadni velük. Később a tűzlándzsák csövei nagyobbak, erősebbek és súlyosabbak lettek, ezeket már nem lehetett közelharcban megfelelően forgatni, lándzsaként harcolni velük, ezért a lándzsahegyet el is hagyták, az így létrejött fegyvereket tekinthetjük egyfajta elő-tűzfegyvereknek, a kézi ágyú, valamint az összes kézi lőfegyver elődjének, illetve ősének. Azokat a nagy tűzlándzsákat, amiket már egy, vagy akár két ember sem bírt el, nem tudták kezelni és harcban kézzel forgatni, földhányásokra, várfalakra fektettek, majd talicskákra szereltek; ezeket tekinthetjük elő-ágyúnak, azok korai változatainak. A városok védelmében is már a korai időktől nagy szerepet játszottak a falakra sorba fektetett tűzlándzsák, a kínai védők harcászati és lélektani előnyhöz jutottak, amikor hangos robbanások kíséretében lőttek a támadókra.

## Leírása

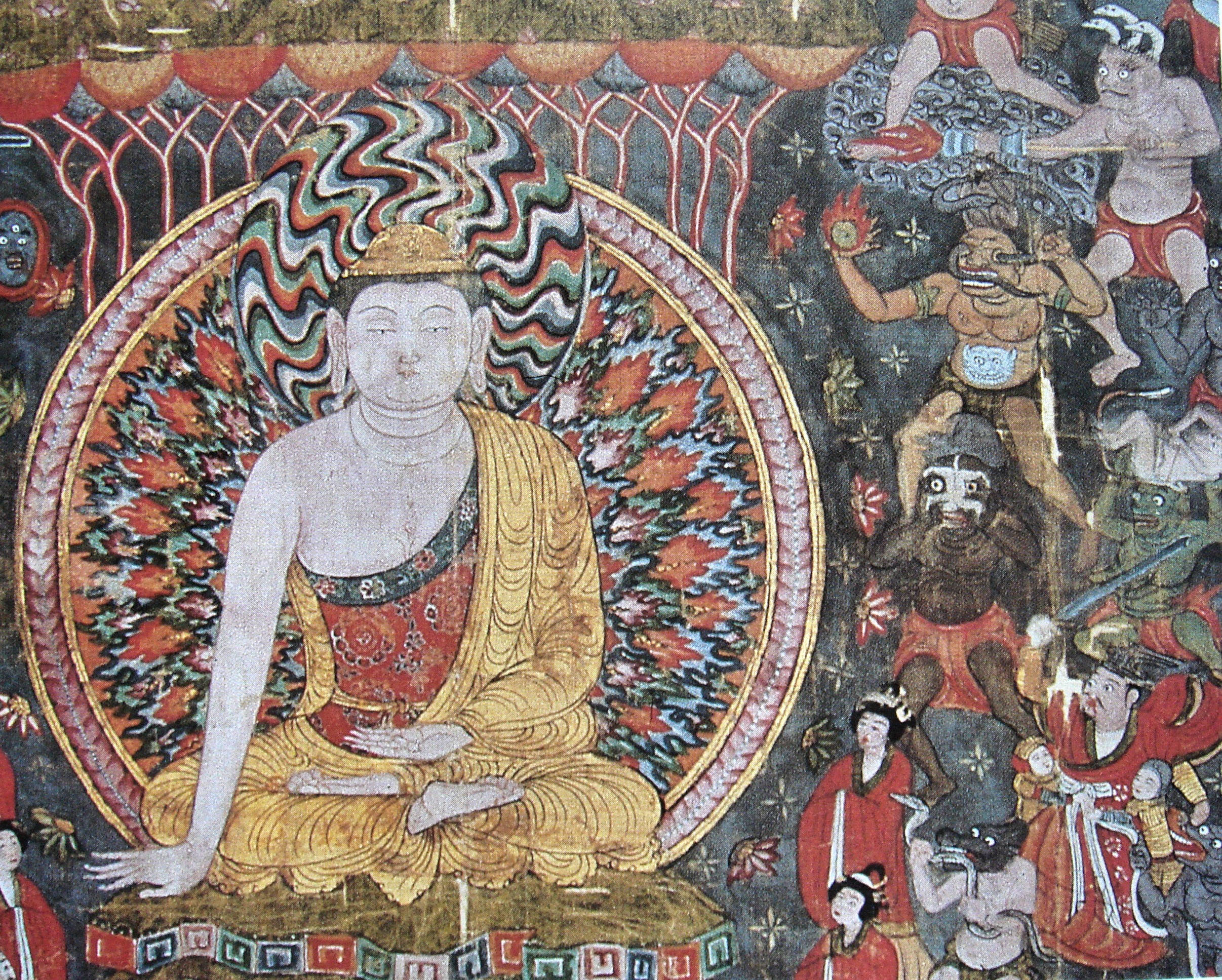
A tűzlándzsa legkorábbi ismert ábrázolása (jobbra fent).
Kína, Dunhuang, i. sz. 950.

Az első tűzlándzsák (a „li hua ch'iang”, vagyis a „körtevirág” lándzsa) Kínában jelentek meg a 10. században. Korai formái nagyon egyszerű felépítésüek, egy hátulján bedugaszolt csövet -általában bambuszt-, megtöltenek puskaporral, beledugnak egy lassú égésű kanócot (ez az összeállítás olyan, mint egy tűzijáték), rákötöznek egy lándzsára, vagy valami hasonló másfajta, lándzsa-szerű, fanyelű hosszú szúrófegyverre (rúdra). Ha a lőpor lángra lobbant a kanóctól, akkor a cső elején hosszú lángcsóva és szikraeső tör elő. A hatás és a sérülések növelésére a lőporhoz egyéb anyagokat, mérgeket és „lövedékeket” kevertek; ezek például kavicsok, kőtörmelék, kagylózúzalék, később vasdarabok, vagy ólomgolyók, kerámiaszilánkok is lehettek. Tüzeléskor az égő puskaporral együtt, nagy lánggal és hanggal ezek a belekevert darabok is kirepültek. A kezdetleges tűzfegyvernek csak néhány méternyi a hatótávolsága, ezért közelharcban használták azokat. 1260-ra kialakultak már a legkülönbözőbb változatok, az egyszerűbbeket paraszti lázadók, a fejlettebeket a Szung csapatok használták; lovassági bevetését pedig 1276-ban Yangchow ostrománál jegyzik fel, néha állványokra is szerelték, várfalak, városok megvédésében is szerepet játszott egészen a Ming-korszak végéig.
A fémből készült tűzlándzsacsövek a 13. század közepe körül jelentek meg, de hamarosan önállóan, a lándzsától függetlenül kezdték használni ezeket a lőfegyvereket. A lándzsától elválasztott, függetlenített fémcső 'kitörő' (tűzvető, tűzhányó) néven vált ismertté és ez lett a kézi ágyú előfutára, valamint a változataival együtt kulcsfontosságú szerepet játszott az összes későbbi tűzfegyver kifejlesztésében.

## Története

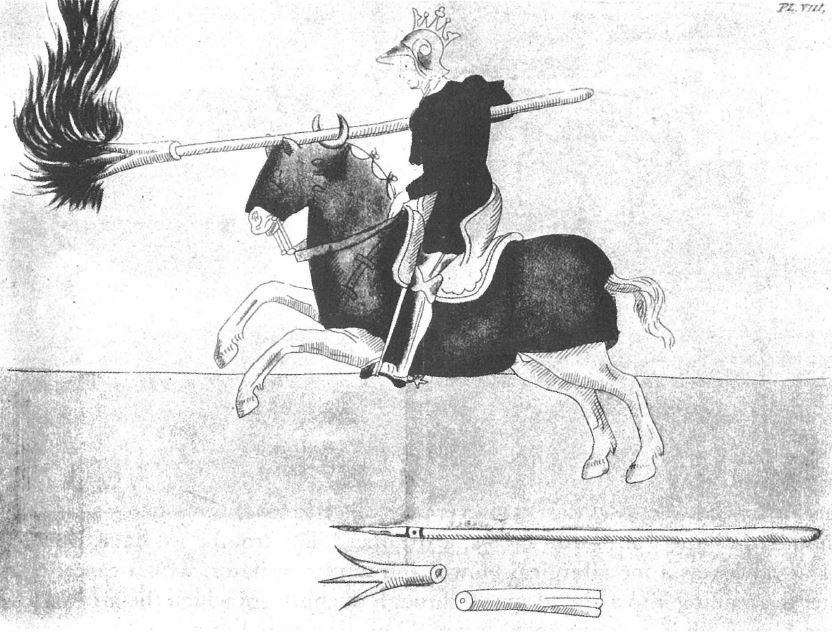
Egy lovag tűzlándzsával, 1396 körül.

A tűzlándzsákról a legelső bizonyított feljegyzés Kínában i. sz. 950 körül jelent meg, de később egy katonai műben is szerepelt, az 1044-es kiadású írásban, a Wujing Zongyao (A katonai tudományok összefoglalója) című könyvben is megemlítették a tűzlándzsákat. Egyes források szerint a tömeges használatuk valójában a Szung-dinasztia uralkodásának első felében kezdődött (a késő tizenegyedik században), bevetésükkel jobban ellent tudtak állni a területükre betörő különböző északi népek nyomásának. A fegyverrel könnyen lehetett a város falaira felmászni akaró ellenséget visszaverni, de segített védeni a várost akkor is, ha az ellenség már áttörte a külső védelmet, a beözönlő ellenségre tűzesőt zúdítva visszaszorították, vagy kiűzték őket a pajzsos tűzfalat használó egységek. Azonban harcászati leírást, a harc közbeni használatról feljegyzést csak jóval később, 1132-ben olvashatunk a tüzlándzsákról, amikor Szung csapatok bevetik ezeket De'an ostrománál (a mai Anlu, Hubei területén), és amikor tűzlándzsás elitcsapatokat vetettek be a Csin hadak ellen. A kínai feltalálók és hadvezérek belátták a fegyverben rejlő további lehetőségeket és gyorsan megjelentek a tűzlándzsa újabb változatai, amelyek már újrahasználható papír, vagy fém csőböl készültek. Az egyik a sokféle tűzlándzsa fejlesztés közül ólom lövedékeket lőtt ki, mint azt a Huolongjing, 14. századi könyv képein is látható. A tizedik századi könyvek képei és ábrái már bemutatják a harcban használt lángszórókat. Az egyszerű tervezésű felépítés és az alacsony gyártási költség miatt gyakran használták lázadó parasztok is ezt a fegyvert. 1260-ig (késői Szung-dinasztia) sokféle változatot és felhasználási módot fejlesztettek ki. A lovasság is használta a fegyvert, az első feljegyzés a bevetéséről Yangzhou központjában 1276-ból származik.
A tűzlándzsákat a Ming-korszak végéig (11. századtól a 17. századig) használták, amikor a nyugati tűzfegyverek léptek a helyükre.
A lőpor, a cső (bambusz és fém) és a lövedék ilyen összeállítású használata lőfegyverként a meghatározó lépés az első tűzfegyverek kifejlesztésében. Ez a találmány Kínából először a muzulmán világba került, majd két irányból Nyugatra. Valószínűleg a Selyemúton vagy a tatárjárás idején érkezik közép-Európábaba a XIII. század első felében, a muzulmán világ pireneusi terjeszkedésekor pedig a spanyolokhoz. A késő középkor tűzfegyverei mind ebből a találmányból fognak megszületni.

### A fejlesztések időrendben
- 1163-ban tűzlándzsákat szereltek harci szekerekre, amiknek kínai neve „a te kívánságszekered”; a mozgatható tűzbombákat vető hajítógépek védelmére használták ezeket.[7]
- A késő 1100-as években már összetört porcelán szilánkjait, valamint kis vasgolyókat is kevertek a puskaporhoz a cső betöltése előtt. Ebben az időszakban a tűzlándzsák hegyét már gyakran el is hagyták és kizárólag a fegyver tűzerejét használták.[8]
- 1232-től a Csin seregek is használtak tűzlándzsákat, de fejlesztettek rajta: az újrafelhasználható csövet erős, vastag és tartós papírból készítették. A Csin uralkodóház története című kínai feljegyzések szerint ezek a papírcsővel szerelt tűzlándzsák nagyjából három méteresek lehettek:

„A lándzsa csövének elkészítéséhez használjon chi-huang papírt, tizenhat réteget, egy kicsit hosszabb legyen, mint 60 cm. Töltse meg fűzfából készített faszénnel, vasdarabokkal, mágnesdarabokkal, kénnel, fehér salétrommal és egyéb törmelékkel, majd a végére egy záródugót tegyen biztosítékképpen. Valamennyi csapatban egy kis vasedény legyen valakinél, benne izzó széndarab, ami égjen állandóan. Amikor eljön az ideje a támadásnak, a lángok több mint tíz méterre csapnak ki majd a tűzlándzsa elején, végül amikor a lőpor elégett, a cső újra használható, nem megy tönkre.”

– A Csinek történelme

- A Csin dinasztia területeire betörő mongol katonák egyáltalán nem tartottak a kínaiak fegyvereitől, a tűzlándzsáiktól viszont nagyon féltek. A Csin katonák nemcsak városaik és váraik védelmében használták a tűzlándzsáikat, hanem nyílt küzdelemben is, például egy 450 fős tűzlándzsás csapat egy egész mongol tábort legyőzött és megfutamított.[10]
- 1259-ban egy golyót töltöttek a csőbe vatta fojtással és ezt lőtte ki a tűzlándzsa, így ez az első puskaporral kilőtt golyó (lövedék) a történelmi feljegyzések szerint.[8]
- 1276-tól a tűzlándzsákat már fémcsővel gyártják.[11]
- A fémcsövű tűzlándzsák csöveit a 13. század közepétől önállóan, a lándzsától függetlenül kezdték használni. A függetlenített fémcsövet 'kitörőnek' (tűzvető, tűzhányó) nevezték és ez vált a kézi ágyú előfutárává.[8]
- 1280 körül a Közel-Keleten megjelennek a tűzlándzsák.[12]
- 1396-tól európai lovagok tűzlándzsákat használtak, mint lovassági fegyvert.[13]
- Feljegyzések szerint legutoljára Európában Bristol ostrománál 1643-ban használtak tűzlándzsákat.[14]

## Képgaléria
Különböző tűzfegyverek rajzai, „kínai virágnyelvű” megnevezései és működésük leírása kínai harcászati könyvekben.

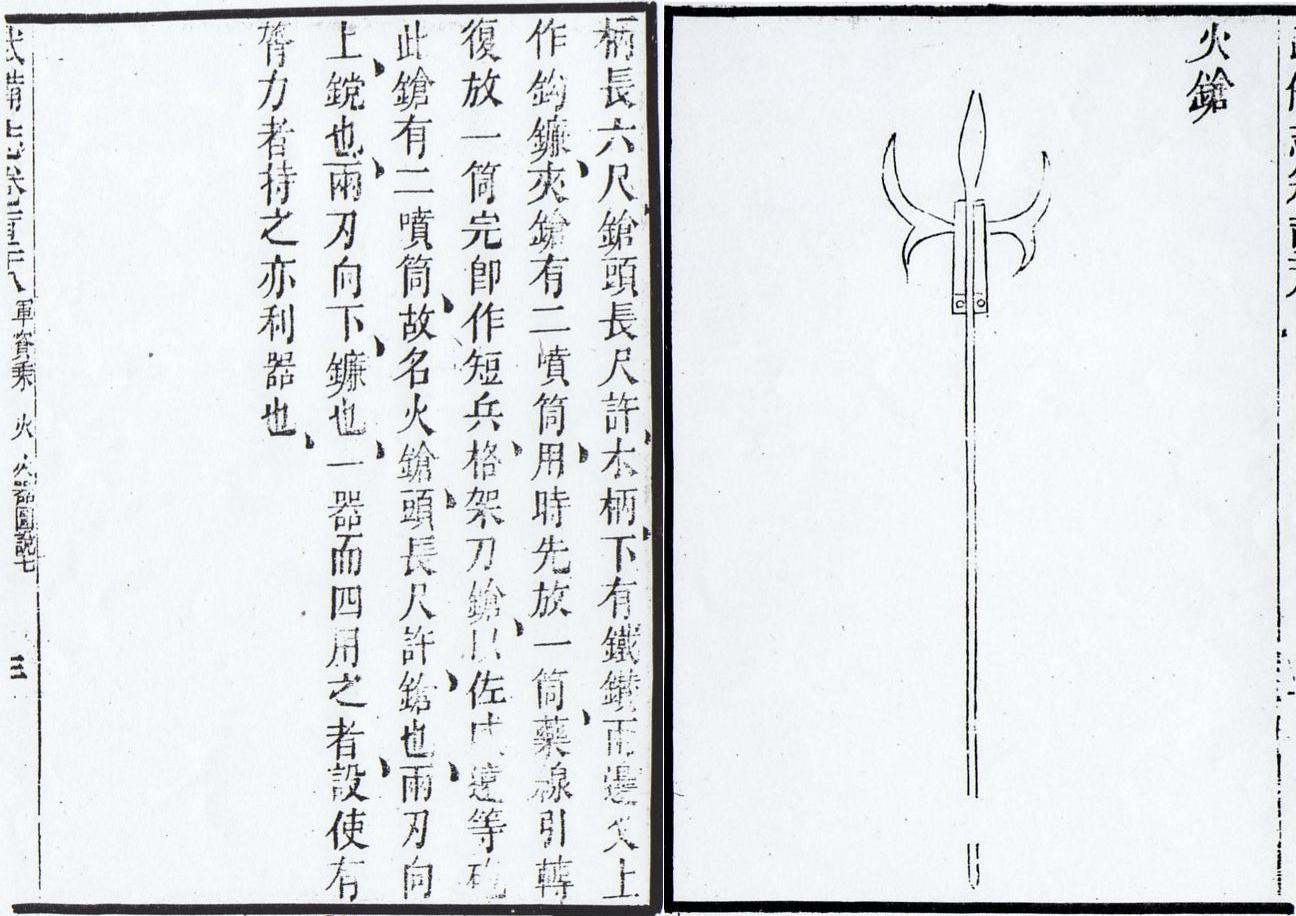
Tűzlándzsa rajza és leírása a Wubei Zhi kinai katonai könyvben.
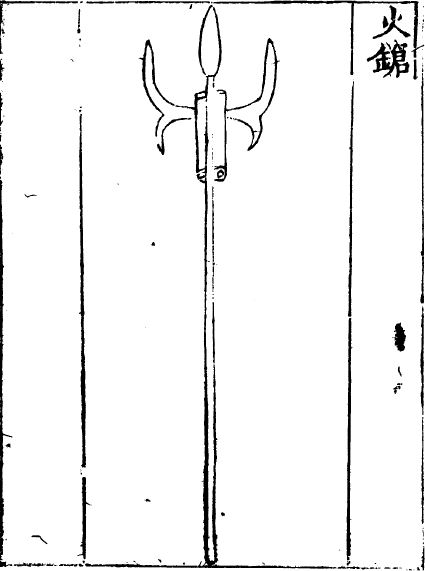
Egy dupla csövű tűzlándzsa. Állítólag egymás után lőtt a két csőből; amikor az első befejezte, a második önműködően tüzelt. Ábra a Huolongjing kínai képes tűzfegyverkönyvből.
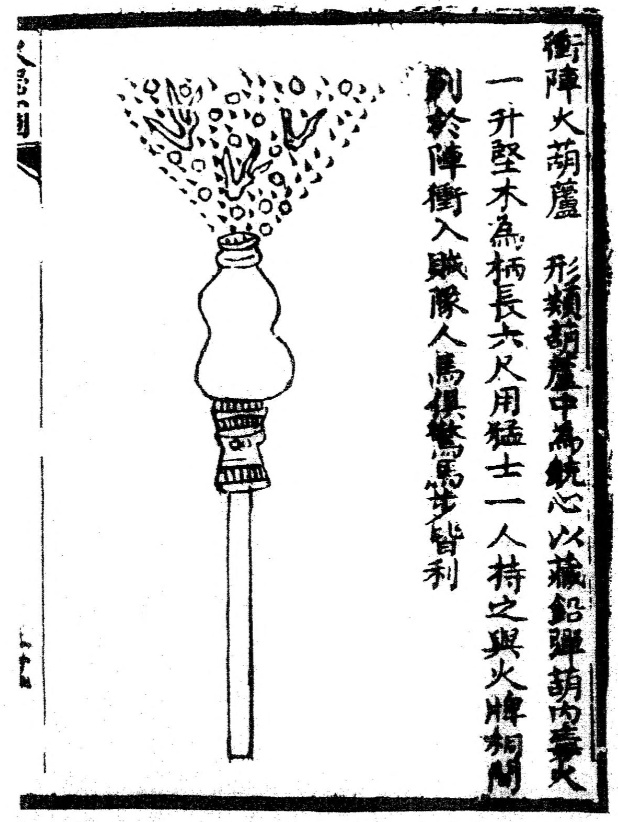
A „harcisor-nyitó tűzes-lopótök”, az egyik tűzlándzsa változat, amelyik ólomgolyókat (sörétet) lőtt ki magából a puskaporlánggal együtt. Ábra a Huolongjing kínai képes tűzfegyverkönyvből.
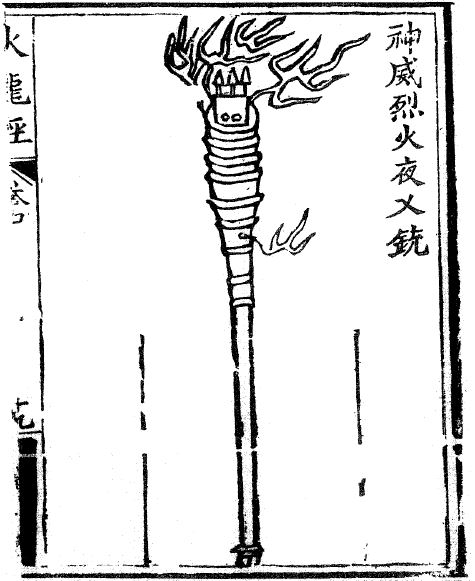
„Félelmet keltő, vad-tűz” elnevezésű yaksha lőfegyver'. Ábra a Huolongjing kínai képes tűzfegyverkönyvből.
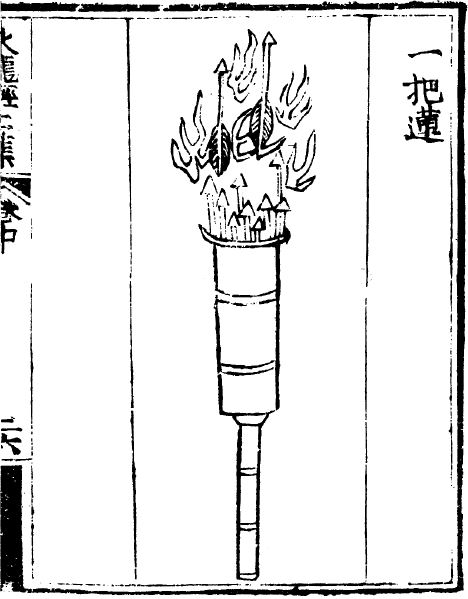
Egy „lótusz csokor” néven hívott tűzlándzsa, ahogy az a Huolongjing egyik lapján látható. Egy bambusz csőböl apró dárdák és lángcsóva tör elő.
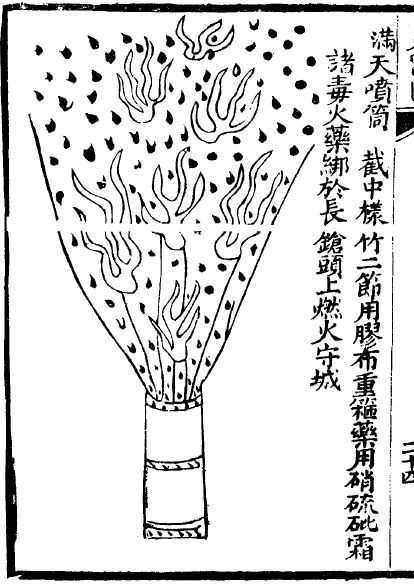
Egy „egetbeborító fröcskölőcső”, amint az a Huolongjing egyik oldalán látható. Egy bambusz cső tele puskapor és porcelántörmelék keverékével.
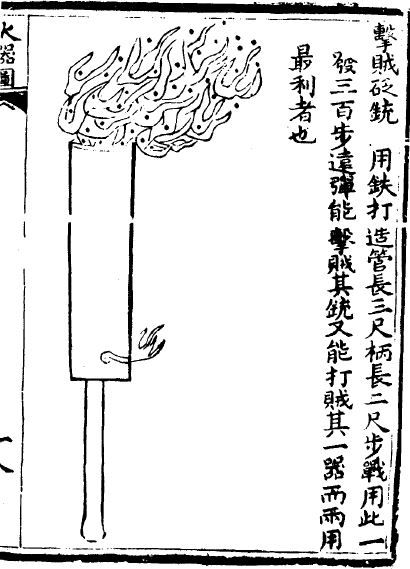
Egy „rablóverő átütőfegyver”, ahogy az a Huolongjing egyik lapján látható. Az első ismert fémcsövű tűzlándzsa, alacsony nitráttartalmú puskaporlángok lőtt ki kis törmelékrakétákkal együtt.
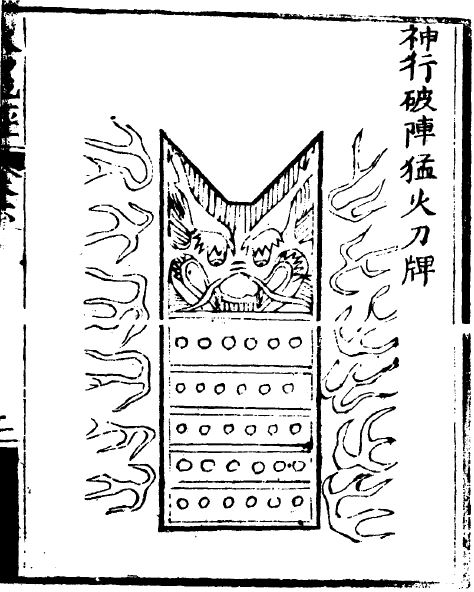
Egy „fenségesen-mozgó sorfal-törő heves-tűz kard-pajzs”, egy mozgó pajzsfal, ami tűzlándzsákat használt az ellenséges sorainak megbontására, áttörésére. Ábra a Huolongjing kínai képes tűzfegyverkönyvből.
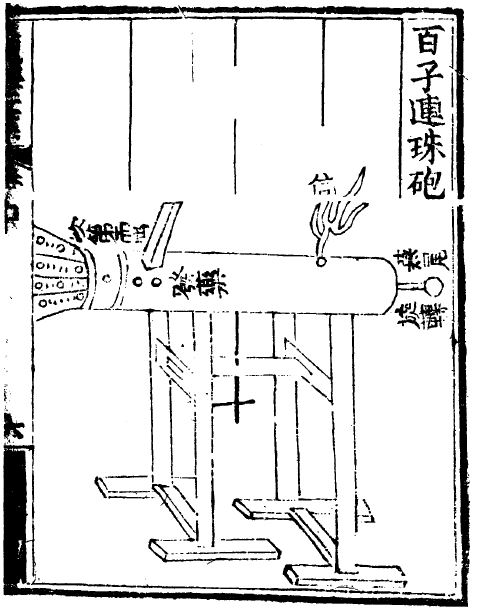
Lényegében egy állványra helyezett nagy tűzlándzsa a „sorozat-lövő kitörő-tároló” néven hívott fegyver; a tárba töltött ólomgolyókat lővi ki; ha a csövet megfordították a tengelye körül, akkor újratölti önmagát. Ábra a Huolongjing kínai képes tűzfegyverkönyvből.
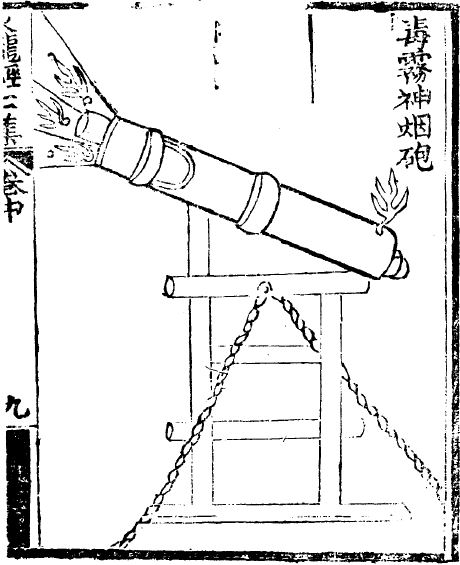
A „mérgezőköd-varázsló füstokádó”, ahogy az a Huolongjing egyik lapján látható. Kis kagylólódarabokat lő ki és közben mérgező füstöt áraszt.
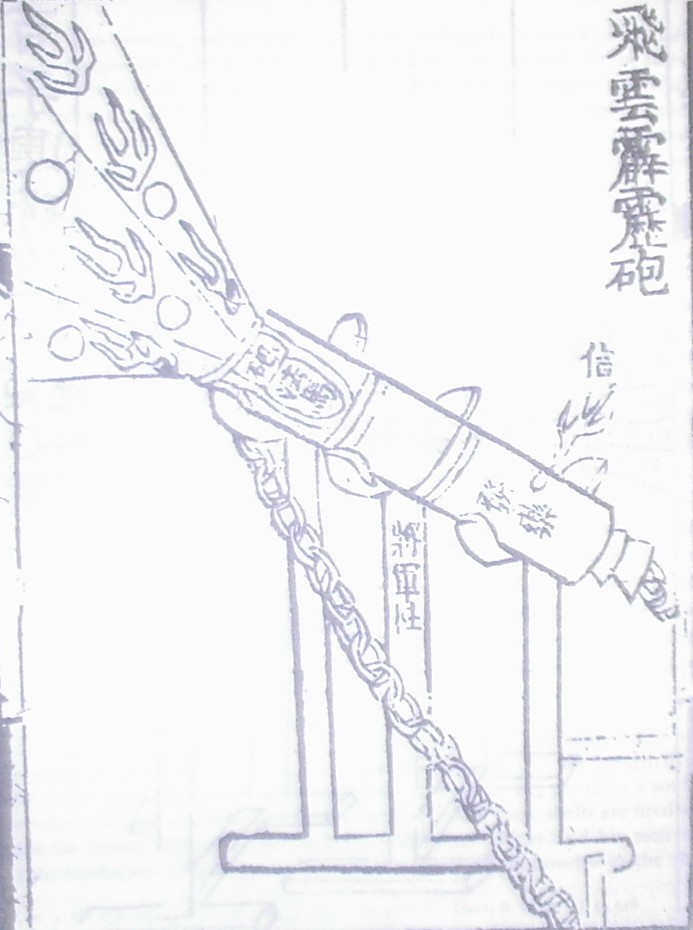
A „szálló-felhő mennydörgő-taps kitörés” egy ágyú a Huolongjing lapján.
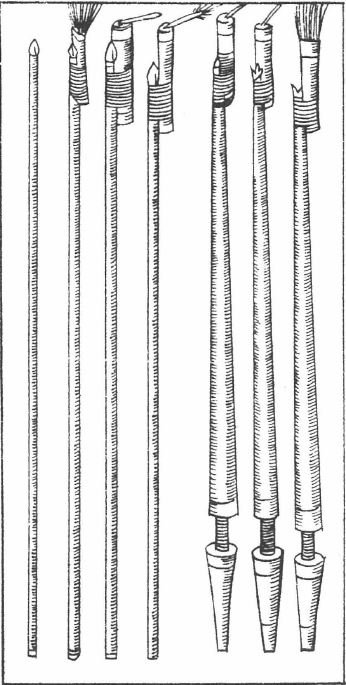
Tűzlándzsák, ábra egy 1540-ben kiadott olasz könyvben. De la pirotechnia, írta Vannoccio Biringuccio, 1540 Velence.

## Fordítás
Ez a szócikk részben vagy egészben  a   Fire lance című angol Wikipédia-szócikk ezen változatának fordításán alapul.  Az eredeti cikk szerkesztőit annak laptörténete sorolja fel. Ez a jelzés csupán a megfogalmazás eredetét és a szerzői jogokat jelzi, nem szolgál a cikkben szereplő információk forrásmegjelöléseként.

## Lásd még
- Kanócos lakat és kanócos fegyver
- Kovás lakat és kovás fegyver
- Kerekes lakat
- Ütőkakasos lakat
- Miquelet
- Doglock
- Csappantyús fegyverek
- Gyutacsos fegyverek

### Angol oldalak
- A korai korszerű hadviselés
- Műszaki tudomány és gyártási eljárások a Szung-dinasztia idején
- Jiao Yu, egy kínai katonatiszt, filozófus és író
- Huolongjing (Tűzfegyverek képes kézikönyve, Kína, 14. század)